# Stenochroma
Stenochroma is een kevergeslacht uit de familie van de boktorren (Cerambycidae). De wetenschappelijke naam van het geslacht werd voor het eerst geldig gepubliceerd in 2009 door Vives, Bentanachs & Chew.

## Soorten
Stenochroma omvat de volgende soorten:
- Stenochroma aurivilliana Vives, Bentanachs & Chew, 2009
- Stenochroma borneense Vives, Bentanachs & Chew, 2009
- Stenochroma cheyi Vives, Bentanachs & Chew, 2009
- Stenochroma deliensis Bentanachs, 2011
- Stenochroma gahani (Achard, 1911)
- Stenochroma hefferni Vives, Bentanachs & Chew, 2009
- Stenochroma holzschuhi Bentanachs, Vives & Chew, 2012
- Stenochroma jakli Bentanachs & Drouin, 2013
- Stenochroma jirouxi Vives, Bentanachs & Chew, 2009
- Stenochroma malayana Bentanachs & Drouin, 2013
- Stenochroma punctigera (Pascoe, 1869)
- Stenochroma similis Bentanachs, Vives & Chew, 2012
- Stenochroma sumatrana Vives, Bentanachs & Chew, 2009